# 京浜急行武山球場
京浜急行武山球場（けいひんきゅうこうたけやまきゅうじょう）は、神奈川県横須賀市に存在する野球場である。

## 概要
本球場は京浜急行電鉄が建設し、1968年1月29日に竣工。
竣工後の1968年よりプロ野球のサンケイアトムズが京浜急行と契約を締結し、球団史上初となるファームの専用球場として使用を開始。同時に三浦市上宮田に専用合宿所を設けると共にイースタン・リーグの主催公式戦を挙行した。
また球場竣工の年にはサンケイアトムズ一軍キャンプもこの京浜急行武山球場で実施されたこともあった。
竣工時の武山球場は両翼100m、中堅130mとその当時としてはアメリカ大リーグのスタジアムに匹敵する広さを誇っていたという。このため“三塁打の出やすいグラウンド”といわれたことがあった。
本球場はサンケイアトムズを引き継いだヤクルトスワローズのファーム本拠地兼練習場として稼働したが、一軍の本拠地である明治神宮野球場（東京都新宿区）と比して交通の便が良くなく、球団関係者が東京から横須賀・武山への移動に際して大変な不便を強いられたことなどもあり、1976年限りで京浜急行との契約を終了し、撤退することとなった。なお、ヤクルトスワローズはヤクルト本社が埼玉県戸田市に所有していた保養施設を転用する形で専用合宿所を建設し、また同市の国有地を借用する形でヤクルト戸田球場を整備したため、1977年より現在の戸田市でファームの活動を行っている。
スワローズ撤退後の武山球場は京浜急行電鉄所有の運動施設となり、両翼80m、中堅100mとサイズも小さくなって軟式野球専用の野球場として現存している。

## 球場データ
- 所在地 - 神奈川県横須賀市武3-4121
- 竣工 - 1968年（昭和43年）1月29日
- 収容人数 - 不明
- グラウンド面積 - 不明
- 両翼 - 80m, 中堅 - 100m
- 内野 - 全面土
- 外野 - 天然芝

## アクセス
- 京浜急行電鉄久里浜線 「津久井浜駅」下車